# Hadronyche valida
Espèce
Synonymes
- Atrax valida Rainbow & Pulleine, 1918
- Anepsiada ventricosa Rainbow & Pulleine, 1918

Hadronyche valida est une espèce d'araignées mygalomorphes de la famille des Atracidae.

## Distribution
Cette espèce est endémique d'Australie. Elle se rencontre dans l'extrême Nord-Est de la Nouvelle-Galles du Sud et dans l'extrême Sud-Est du Queensland.

## Description
La carapace du mâle décrit par Gray en 2010 mesure 8,72 mm de long sur 8,12 mm et l'abdomen 9,35 mm de long sur 7,13 mm et la carapace de la femelle mesure 10,40 mm de long sur 9,28 mm et l'abdomen 13,60 mm de long sur 9,86 mm.

## Publication originale
- Rainbow & Pulleine, 1918 : Australian trap-door spiders. Records of the Australian Museum, vol. 12, p. 81-169 (texte intégral).